# Wesmaelius ogatai
Wesmaelius ogatai är en insektsart som först beskrevs av Nakahara 1956.  Wesmaelius ogatai ingår i släktet Wesmaelius och familjen florsländor. Inga underarter finns listade i Catalogue of Life.